# Pierre d'Orgemont

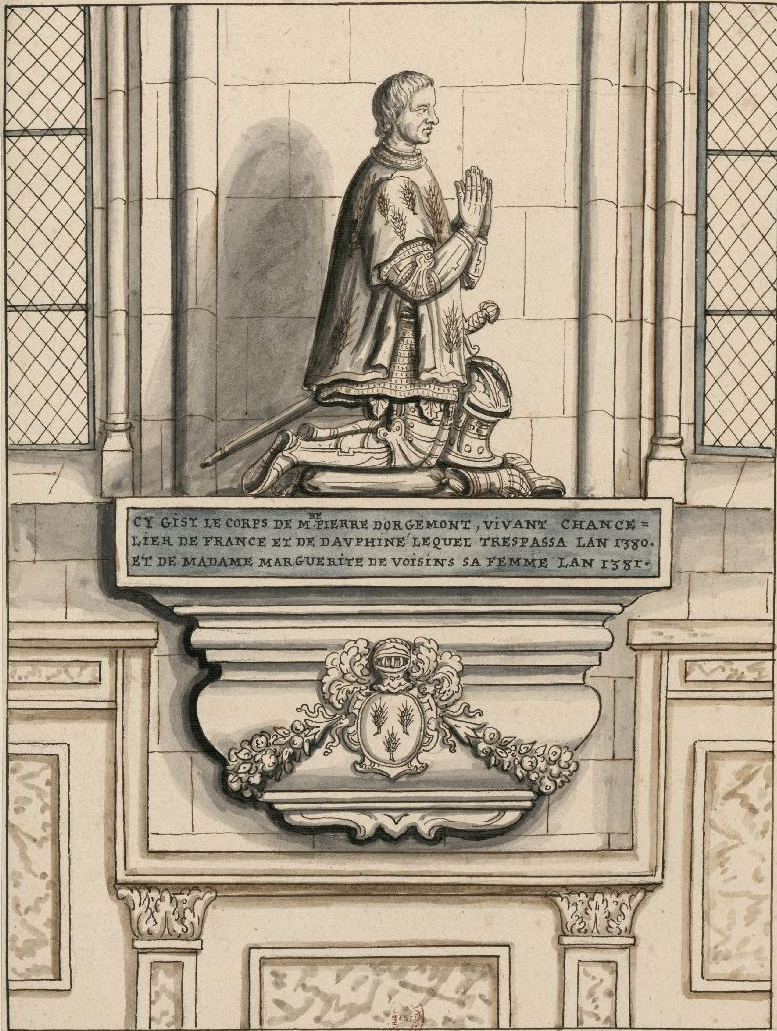

Stemma di Pierre d'Orgemont: d'azzurro a tre spighe d'oro messe in palo 2 e 1

Pierre d'Orgemont, talvolta indicato come Pierre I d'Orgemont o italianizzato in Pietro d'Orgemont (Lagny-sur-Marne, 1315 – Parigi, 23 giugno 1389), è stato un politico francese dell'epoca della guerra dei cent'anni.

## Biografia
Le cronache lo riportano come figlio di Jean d'Orgemont, un borghese originario di Lagny che possedeva delle case in rue Saint-Antoine a Parigi, o come figlio di Pierre d'Orgemont che appare nei testamenti di Luigi X e di Filippo il lungo.
Pierre d'Orgemont studiò ad ogni modo legge e divenne un avvocato nel 1340 presso il Parlamento di Parigi dove divenne maestro degli impiegati nel maggio del 1347 e quindi primo presidente nel 1355. Egli si dimostrò leale alla Corona di Francia durante la cattività di Giovanni II di Francia dopo la sua cattura nella battaglia di Poitiers, e in particolare durante la rivolta degli Stati generali nel 1357 guidata da Étienne Marcel. Questo ottenne a d'Orgemont il riconoscimento da parte del delfino, il futuro Carlo V di Francia. Il 20 novembre 1373 divenne l'unico cancelliere di Francia a essere eletto da un collegio di elettori. Questo collegio venne convocato alla presenza di Carlo V:
Tale procedura non venne mai più seguita dai successori di Carlo V.
Il giorno di Natale dell'anno 1373 Pierre d'Orgemont venne nominato cavaliere. Egli rimase in carica come cancelliere sino al suo pensionamento nel 1380, a seguito della morte di Carlo, che nominò proprio esecutore testamentario. Egli contribuì inoltre all'edizione delle Grandes Chroniques de France per il 1350-1380. Nel 1384 venne creato cancelliere del Delfinato da Carlo VI di Francia. Il 26 maggio 1386 acquistò la signoria di Chantilly dall'ultimo membro della casata dei Bouteillier de Senlis. Iniziò quindi a costruire un grande castello con fossato, completato alla sua morte dal figlio Amaury.
Morì a Parigi presso l'Hôtel des Tournelles nel 1389.

## Matrimonio e figli
Pierre d'Orgemont sposò Marguerite de Voisines dalla quale ebbe in tutto dieci figli, di cui quattro maschi: 
- Pierre II, (<1343-1409) decano di Saint Martin de Tours, vescovo di Parigi, vescovo di Thérouanne, consigliere del parlamento di Parigi, presidente della Camera dei Conti, signore di Noisy-le-Sec (Clacy-Montjay), Aulnay-sous-Bois (Nonneville) e Montauban.
- Amaury (o Amauri), (c. 1350-11/7/1400), decano di Saint-Martin de Tours, signore di Chantilly, cancelliere del duca d'Orléans, maestro dei conti della casa di re Carlo VI, ciambellano del duca di Borgogna, membro del Gran Consiglio nel 1395. Venne incaricato di diverse missioni diplomatiche in Gheldria ed in Italia[5].
- Nicolas, detto « le Boiteux » (?-1416), canonico di Notre Dame di Parigi, consigliere del clero al Parlamento, membro della Camera dei Conti. Partecipante al complotto di Giovanni Senza Paura a Parigi nel 1414, venne condannato nel 1416 alla confisca dei suoi beni e morì nella prigione del vescovo d'Orléans poco tempo dopo.[6].
- Guillaume, (?-1421) signore di Méry, panettiere di Filippo l'ardito e protetto di Luigi I di Valois-Orléans.